# Луивил (Охајо)
Луивил (енгл. Louisville) град је у америчкој савезној држави Охајо.

## Демографија
По попису из 2010. године број становника је 9.186, што је 282 (3,2%) становника више него 2000. године.
| Група             | 2000.         | 2010.         |
| Белци             | 8.708 (97,8%) | 8.942 (97,3%) |
| Афроамериканци    | 28 (0,3%)     | 16 (0,2%)     |
| Азијати           | 26 (0,3%)     | 26 (0,3%)     |
| Хиспаноамериканци | 74 (0,8%)     | 117 (1,3%)    |
| Укупно            | 8.904         | 9.186         |